# Dialetti calabresi meridionali
I dialetti calabresi meridionali sono un gruppo di dialetti (appartenenti al raggruppamento dei dialetti italiani meridionali estremi secondo la classificazione elaborata da Giovan Battista Pellegrini) parlati nel meridione della Calabria, ivi compresa la città di Reggio Calabria, dove è parlata la varietà reggina.

## Localizzazione
Il calabrese meridionale è parlato in un territorio corrispondente, a grandi linee, alla città metropolitana di Reggio Calabria, al settentrione della quale iniziano a sentirsi i dialetti calabresi centrali.

## Varianti fonologiche
Include alcune interessanti varianti fonologiche, ad esempio, considerando le parole che in latino (ed italiano) contenevano la doppia l, si troveranno diverse varianti anche all'interno della stessa provincia. Consideriamo la parola agnello (dal latino agnellus, diminutivo per agnus):
- Agnedu (pron: /agnèdu/; diffusa principalmente nelle provincie di Catanzaro, Vibo Valentia e alcuni comuni della provincia di Reggio Calabria)
- Agneju (pron: /agnèiu/; diffusa principalmente nella Vallata del Torbido e nell'entroterra della provincia di Reggio Calabria e nella provincia di Vibo Valentia)
- Agnedju (pron: /agnèju/ con la "j" francese; localizzata nel comune Rombiolo in provincia di Vibo Valentia)
- Agneddu (pron: /agnèddu/; diffusa principalmente nella provincia di Reggio Calabria)
- Agniallu (pron: /annìallu/; diffusa nella piana di Lamezia Terme)
- Gneddhu (pron: / gnièddu/; nella città di Reggio)
- Agnejro (pron: /agnèjro/ con la "j" francese; localizzata nel comune San Nicola da Crissa in provincia di Vibo Valentia)

Similmente si avranno varianti per altre parole, come la nota nduja:
- nduda, ndujra, nduja,  (nome in cui viene chiamato nella zona d'origine), ndudja

Nella zona nei pressi delle Serre calabresi è diffusa la dittongazione delle vocali u ed o (caratteristica che si ritrova anche nel centro della Calabria). Ad esempio il numero otto in questa zona sarà dittongato:
- ottu (variante non dittongata); ùottu (variante dittongata)

Nel calabrese meridionale, la fricativa palatale sorda ([ç]) è resa graficamente come<χ>:
- χumara, [çuˈməra]
- χuχara, [çuˈçara]

## Lessico
Il lessico di quest'area linguistica è di origine latina, ma presenta delle parole di origine greca (specie nella toponomastica), francese, spagnola e araba, dovute alle diverse dominazioni che in passato si sono succedute.

## Grammatica

### I sostantivi
I sostantivi hanno genere maschile e femminile, numero singolare e plurale.
La maggior parte dei sostantivi maschili terminano in -u mentre i femmini in -a e i plurali sia maschili che femminili in -i.
Vi sono anche numerose eccezioni.
Per quelle parole di terza declinazione latina che in italiano al singolare terminano in -e mentre in dialetto calabrese meridionale in -i.
Per le parole che in latino erano neutre  di terza declinazione il singolare termina -u mentre il plurale mantiene la -a latina come la parola osso: uossu, ossa.
Ci sono poi parole femminili che terminano sia al singolare che al plurale in -u come suoru (sorella) e viceversa parole maschili in -a: frata (fratello).

### Gli aggettivi
Gli aggettivi si declinano concordandoli col genere del nome a cui sono associati.
Il superlativo si compone  con l'avverbio assai più l'aggettivo ma con la progressiva italianizzazione del dialetto non è raro trovare anche la terminazione italiana -issimo.

### I verbi
Possiede un modo indicativo, un modo condizionale, gerundio, infinito e participio.
Per quanto riguarda l'indicativo non esiste il tempo futuro e per esprimere azioni ed eventi avanti nel tempo si usa il tempo presente del modo indicativo, esistono due tempi passati uno corrispondente al perfetto latino con il quale ci si riferisce a qualsiasi evento passato e l'imperfetto con quale ci si riferisce ad azioni in corso nel passato. Vi sono anche i tempi composti che si formano con il verbo avere.
Per dare l'idea di un'azione in corso nel passato o in corso fino al tempo presente si usa  anche l'imperfetto del verbo essere con che e l'imperfetto del verbo: "era chi jia, quandu.." (Mentre andavo, ...), "era chi mangiava quandu... (mentre mangiavo all'improvviso...)".
Il modo condizionale ha due tempi: il presente e il passato mentre il congiuntivo è pressoché scomparso ed è rimasto solo in espressioni idiomatiche tipo: "dom'avissa che è bieru!" (Come se fosse vero!).
Quindi per formare periodi ipotetici si usa l'imperfetto o il presente indicativo nella subordinata introdotta da "si" (in italiano: "se") e  il condizionale presente o passato o nuovamente l'imperfetto indicativo nella reggente:
Volarria u sacciu chi fai/ chi facisti.  Vorrei sapere che fai /che cosa hai fatto
si mangiava a st'ura on mi facia fammi.  Se avessi mangiato a quest'ora non mi farebbe fame
si si potarrìa tornara arriedi mi maritarìa. Se si potesse tornare indietro mi sposerei
Il modo infinito è spesso sostituito con la forma "u + presente indicativo" oppure dalla forma "mu/mi + presente indicativo" :
- Voglio mangiare = Vogghju u mangiu
- Voglio mangiare = Vogghju mi mangiu
- Voglio mangiare = Vogghiu mangìari (in Reggino)

Il modo gerundio è usato ormai come in italiano per esprimere azioni in corso:
"stacia jendu ada casa..": stavo andando a casa
Il modo participio ha solo il tempo passato per formare i tempo composti.
avia jutu ada casa. Ero andato a casa.
Il participio presente viene ricreato attraverso la formula: "chidu chi..." (quello che, colui il quale...).